# Église Saint-Genes de Saint-Geniez
L'église Saint-Genes est une église située à Saint-Geniez, en France.

## Description
La nef de cette église comporte trois travées. Le chœur est rectangulaire, avec un chevet plat.

## Localisation
L'église est située sur la commune de Saint-Geniez, dans le département français des Alpes-de-Haute-Provence.

## Historique
Cette église date du XVIIe siècle.
L'édifice est inscrit au titre des monuments historiques en 1993.